# Atmosferische stabiliteit

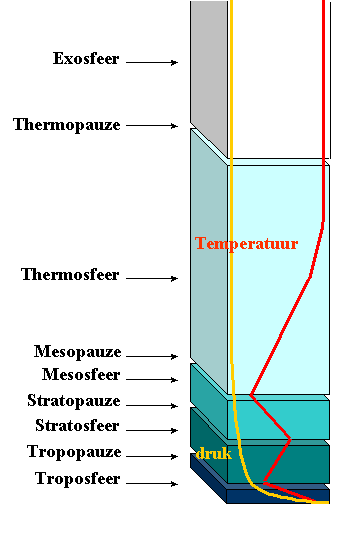
Het algemene druk- en temperatuurverloop in de atmosfeer. Lokaal kan dit afwijken en kan er een andere toestandskromme zijn. Bij instabiele lucht komt de verticale temperatuurgradiënt niet overeen met die normaal aangetroffen wordt op die hoogte. Hierdoor treden er verticale luchtbewegingen op die een maat zijn voor de instabiliteit van de atmosfeer ter plaatse. De mate van stabiliteit werd wel aangegeven met de Pasquill-stabiliteitsklassen.

De stabiliteit van de atmosfeer is de mate van weerstand tegen verticale luchtbewegingen. Dit is een belangrijk gegeven voor het type weer dat verwacht kan worden. Bij instabiele lucht komen veel buien voor, maar daarbuiten is het zicht goed. De wind is vaak vlagerig. Door instabiele lucht treedt warmtetransport in de atmosfeer op. Bij stabiele lucht is eventuele neerslag gelijkmatiger, net als de wind, maar is het zicht slecht en kan luchtvervuiling lang blijven hangen met smog als gevolg. Instabiele lucht kan veroorzaakt worden door verwarming onderin, door afkoeling boven en door optilling.

## Voorkomen
In het laagste deel van de dampkring, de troposfeer, neemt de temperatuur af met toenemende hoogte. Als de temperatuur van een luchtbel afwijkt van de omringende lucht, zal de dichtheid ook afwijken.
Bij verwarming onderin van een koude massa zal de dichtheid afnemen en daardoor zal er convectie optreden; de luchtbel zal stijgen. Hoewel de temperatuur van de luchtbel hoger is dan die van de directe omgeving, zal de temperatuur wel afnemen met toenemende hoogte en zal er condensatie optreden en daarmee wolkenvorming en vaak buien. Bij afkoeling bovenin neemt de instabiliteit ook toe en kunnen zware buien optreden.
Door optilling in een groot gebied kan de lucht ook instabiel worden. Dit kan het geval zijn bij bergruggen en bij fronten, maar ook door convergentie, het samenstromen van lucht.

## Adiabatisch proces
De afkoeling met toenemende hoogte vindt plaats volgens een adiabatisch proces; er vindt geen warmte-uitwisseling plaats met de omgeving. Als de relatieve luchtvochtigheid lager is dan 100% wordt gesproken over een droog-adiabatisch proces. Hierbij daalt de temperatuur per 100 meter stijging met 1 °C, de droog-adiabatische temperatuurgradiënt {\displaystyle \gamma _{d}}.

Als de relatieve luchtvochtigheid 100% is, is er sprake van een verzadigd-adiabatisch proces. Aangezien lucht bij lagere temperatuur minder waterdamp kan bevatten, zal er condensatie optreden. Hierbij komt warmte vrij, waardoor de temperatuur met minder dan 1 °C per 100 meter afneemt, de verzadigd-adiabaat {\displaystyle \gamma _{s}}.

Het werkelijke temperatuursverloop met de hoogte is de verticale temperatuurgradiënt {\displaystyle \gamma }. De opbouw van de atmosfeer kan zodanig zijn dat de toestandskromme afwijkt van de eerdere gradiënten.

### Droge lucht
Bij droge lucht kunnen er drie situaties zijn:
- De samenstelling van de atmosfeer is zodanig dat de temperatuur van de omringende lucht met minder dan 1 °C per 100 meter afneemt. Een luchtbel die stijgt, zal droog-adiabatisch afkoelen met 1 °C per 100 meter. De dichtheid van de luchtbel wordt groter en daarmee zwaarder dan die van de omgeving, waardoor deze terug zal zakken naar zijn oorspronkelijke hoogte. Er is een stabiel evenwicht.
- De temperatuur van de omringende lucht neemt met meer dan 1 °C per 100 meter af. Een luchtbel die stijgt, zal droog-adiabatisch afkoelen met 1 °C per 100 meter. De dichtheid van de luchtbel wordt kleiner en daarmee lichter dan die van de omgeving, waardoor deze verder zal stijgen. Er is een instabiel evenwicht.
- Als de toestandskromme gelijk is aan de droog-adiabatische temperatuurgradiënt blijven temperatuur en dichtheid gelijk aan die van de omgeving en is sprake van een indifferent evenwicht.

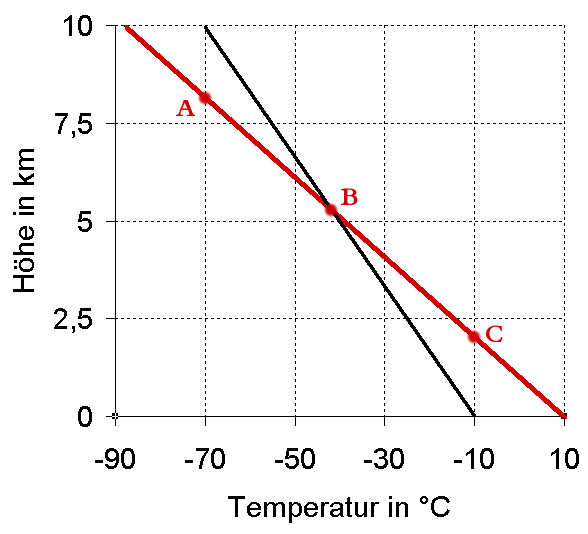
Stabiel evenwicht. De toestandskromme loopt steiler dan de droog-adiabatische temperatuurgradiënt. De luchtbel zal terugzakken naar zijn oorspronkelijke hoogte.
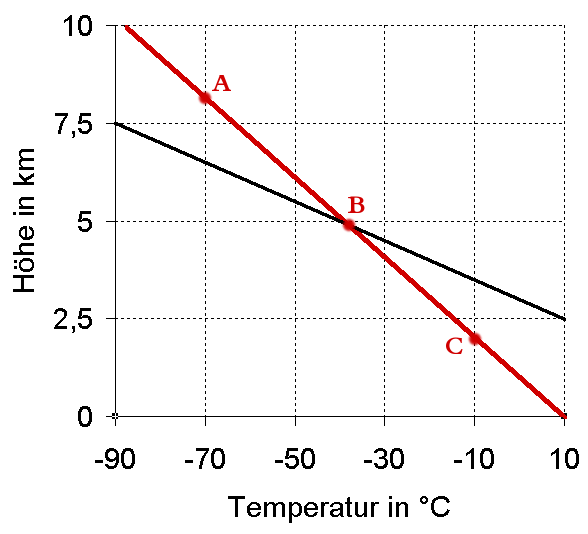
Instabiel evenwicht. De toestandskromme loopt minder steil dan de droog-adiabatische temperatuurgradiënt. De luchtbel blijft stijgen.
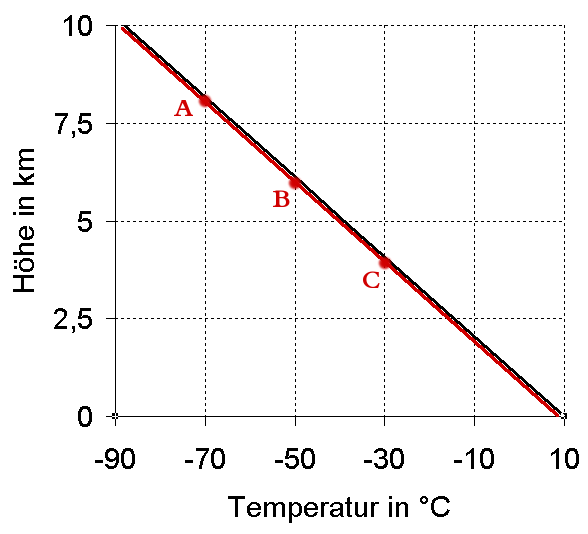
Indifferent evenwicht. De toestandskromme is even steil als de droog-adiabatische temperatuurgradiënt. De luchtbel blijft op de nieuwe hoogte.

### Natte lucht
Analoog aan de situatie bij droge lucht kan de toestandskromme vergeleken worden met de verzadigd-adiabaat en onderscheid worden gemaakt naar stabiel, instabiel en indifferent evenwicht.

### Absoluut
Als de atmosfeer zowel bij droge als bij natte lucht stabiel is, wordt gesproken over absolute stabiliteit. Hiervan is sprake bij inversies — waarbij de temperatuur met de hoogte toeneemt — en isothermie — waarbij de temperatuur gelijk blijft bij toenemende hoogte. Bij absolute instabiliteit is de atmosfeer zowel voor droge als voor natte lucht instabiel. Dit is over het algemeen alleen in de onderste luchtlagen te vinden als het aardoppervlak door de zon wordt opgewarmd. Van voorwaardelijke instabiliteit is sprake als een luchtlaag instabiel is voor natte lucht, maar stabiel voor droge lucht.